# Delias sagessa
Delias sagessa é uma borboleta da família Pieridae. Foi descrita por Hans Fruhstorfer em 1910 e pode ser encontrada na Nova Guiné.
A envergadura é de cerca de 38-42 milímetros.

## Subespécies
- D. s. sagessa (sul de Papua Nova Guiné)
- D. s. straatmani Schröder, 1977 (centro da Papua Nova Guiné)